# Siegfried Schürenberg
Siegfried Schürenberg, narozen jako Siegfried Hermann Andreas Wittig (12. ledna 1923, Detmold – 31. srpna 1993, Berlín) byl německý filmový herec.

## Život
Jeho otec byl herec a matka opěrní zpěvačka. V Berlíně chtěl původně studovat medicínu, ale nakonec se začal věnovat dramatu. Začínal ve Słupsku a jeho kariéra se rychle rozjížděla v dalších městech jako Bonn, Berlín, Hamburk, a dokonce i v zahraniční Vídni a Curychu. V televizi se objevil pouze v první polovině šedesátých let 20. století. V letech 1933 až 1974 se objevil v 83 filmech. Brzy upadl v zapomnění. Ve filmu Most dostal vedlejší roli podplukovníka Bütova. Po roce 1974 už nehrál. Poklidně umírá v pokročilém věku v Berlíně v roce 1993.